# Molophilus (Molophilus) piger
Molophilus (Molophilus) piger is een tweevleugelige uit de familie steltmuggen (Limoniidae). De soort komt voor in het Neotropisch gebied.